# Żediоnowskij
Żediоnowskij (ros. Жедёновский) – osiedle typu wiejskiego w zachodniej Rosji, w sielsowiecie kalinowskim rejonu chomutowskiego w obwodzie kurskim.

## Geografia
Miejscowość położona jest nad rzeką Amońka, 4,5 km od centrum administracyjnego sielsowietu kalinowskiego (Kalinowka), 8 km od centrum administracyjnego rejonu (Chomutowka), 117 km od Kurska.

## Demografia
W 2010 r. miejscowość zamieszkiwało 31 osób.